# Элязыг
Элязы́г (тур. Elazığ) — город и район на востоке Турции в Восточной Анатолии, столица одноимённого ила.

## Этимология
Город Элязыг находится на месте Мезре, пригорода, расположенного в пяти километрах от Харберда. В 19 веке началось расширение Мезре, и в 1866 году Мезре переименовали в Мамурет- уль- Азиз (тур. Mamuretü'l-Aziz), которое из-за сложного произношения было упрощено в народе до Эль-азиз (тур. El Aziz). В 1937 году утверждено современное название Элязыг. Является продолжением на равнине древнего города Харпут (тур. Harput, курд. Xarpêt, юж. зазаки Xarpêt), который расположен в горах и имеет трудности со снабжением водой.
Древний город был основан армянами и исторически имел множество различных вариантов названий. У  армянских и византийских авторов: Харберд, Карберд (арм. Քարբերդ, арм. Կարբերդ), Карпут (арм. Քարփութ), Карпоте, происходит от армянского «каменная крепость». У арабов: Хысн-Зиад (крепость Зияда), у турок — Харпут (тур. Harput). Харпут всё ещё частично обитаем, в нём остается несколько тысяч населения, но из-за высокого расположения местности и трудностей с водой большинство перебрались в Элязыг.

## История
Основан во II в. до н. э. как армянский город, первоначально названный Хорберд (арм. Հորբերդ), название позже трансформировалось в Харберд (арм. Խարբերդ). В разные эпохи упоминается как крепость в районе Андзит армянском королевстве Софена, которая с I в. н. э. становится одной из провинций армянских королевств Ервандидов, Арташесидов и Аршакидов. В средние века армянское население занималось ремеслом, торговлей и земледелием. К началу XIX в. в городе проживало около 3000 человек — армяне и турки. К 1830—1850 гг. население достигло 25 тысяч, из которых 15400 — армяне, 7240 — турки, остальные — курды и ассирийцы. В 1880 г. братья Барикян основали в Харберде механический завод, который производил водонапорные насосы, сельхоз и бытовую технику. В 1881 братья Григор и Саргис Кюркчяны здесь основали фабрики по производству шёлка и холстов. Некто Пенян основал восемь ковроткаческих фабрик, город наряду с шёлковыми изделиями производил также хлопковые изделия, ковры и холсты. Спрос на эти изделия был не только в Западной Армении, но и в Европе и США. Например в Нью-Йорке в 1908 г. был магазин Харбердских ковров. Однако в 1895 фабрики разрушили турки, началась Гамидийская резня, и армянские кварталы города заполыхали огнём, были разрушены две армянские церкви и несколько школ. Погром привёл к многочисленным жертвам среди армянского населения, кроме того более 1000 человек были насильственно исламизированы. К началу XX в., в городе проживало уже 12200 жителей, из которых 6080 — армяне, и 6120 — турки. По данным переписи Армянского Патриархата в Константинополе, в 1912 году в казе Харберд — в городе Харберд и в 57 поселениях, населенных армянами, численность армянского населения составляла 39788 человек. 26 Июля 1915 года волна массовых убийств известных как Геноцид армян, докатилась до Харберда. К началу 1916 г. город больше походил на морг. По неофициальным данным в 1960-х годах в городе всё ещё проживало около 1000 армян — в основном дети сироты. В 1929 году в Армении жители села Тлкатин (Османская империя, каза Харберд) основали село Нор Харберд.
В начале XX века в городе и его округе насчитывалось 67 действующих армянских церквей, однако все они были уничтожены турецкими властями .